# Мурыгин, Григорий Александрович
Григорий Александрович Мурыгин (род. 18 февраля 1995 года, д. Суя, Усть-Ишимский район, Омская область, Россия) — российский спортсмен — лыжник и биатлонист. Паралимпийский чемпион и двукратный серебряный и двукратный бронзовый призёр Зимних паралимпийских игр в Сочи 2014 года. Заслуженный мастер спорта России.

## Биография
В 2011 году начал заниматься спортом на базе Центра олимпийской подготовки «Авангард». С 2012 года специализируется по лыжному спорту и биатлону. Тренируется под руководством персонального тренера Елены Александровны Ловченко и тренеров сборной Ирины Громовой и Амира Гумерова. В 2012 году выиграл медали в пара биатлоне на Кубке мира и получил звание кандидата в мастера спорта России.
На 2014 год — учащийся 11 класса средней школы № 79 Омска.

## Спортивные достижения
Зимние Паралимпийские игры
- Золото (Сочи, Россия, 2014 год) — Лыжные гонки, открытая эстафета 4 x 2.5 км
- Серебро (Сочи, Россия, 2014 год) — Биатлон, 15 км, мужчины, сидя
- Серебро (Сочи, Россия, 2014 год) — Лыжные гонки, спринт 1 км, мужчины, сидя
- Бронза (Сочи, Россия, 2014 год) — Биатлон, 12,5 км, мужчины, сидя
- Бронза (Сочи, Россия, 2014 год) — Лыжные гонки 10 км, мужчины, сидя

Чемпионаты мира
Лыжные гонки
- Золото (Соллефтео, Швеция, 2013 год) — 4 х 2,5 км, открытая эстафета
- Серебро (Соллефтео, Швеция, 2013 год) — 10 км, сидя
- Бронза (Соллефтео, Швеция, 2013 год) — 1 км, спринт, сидя

Биатлон
- Золото (Соллефтео, Швеция, 2013 год) — 7,5 км, сидя

## Награды и спортивные звания
- Орден Дружбы (2014 год)[1].
- Заслуженный мастер спорта России (12 марта 2014 года)[2]